# Elaine Burton
Pour les articles homonymes, voir Burton.
Elaine Frances Burton, baronne Burton de Coventry (2 mars 1904 - 6 octobre 1991) est une femme politique du Royaume-Uni.

## Carrière
Burton se présente deux fois pour devenir députée, avant d'être élue à sa troisième candidature. Elle perd en tant que candidate du Common Wealth Party aux élections partielles de Hartlepool en 1943, avant de passer au Parti travailliste et de perdre en tant que candidate à Hendon South aux élections générales de 1945. Aux élections générales de 1950, elle est élue pour la circonscription nouvellement créée de Coventry-Sud, occupant le siège jusqu'en 1959, date à laquelle le siège est remporté par le candidat conservateur Philip Hocking.
Burton est élevée à la pairie en avril 1962 en tant que baronne Burton de Coventry, de Coventry dans le comté de Warwick. Elle s'intéresse aux opportunités des femmes dans les affaires et la vie publique, et fait campagne pour la création d'une subvention indépendante pour l'organisation pour le sport, ce qui conduit à sa nomination au Conseil des sports nouvellement formé en 1965. Elle est également nommée à l'Autorité de la télévision indépendante entre 1964 et 1969.
Burton quitte le Parti travailliste en 1981 pour rejoindre le Parti social-démocrate nouvellement formé et devient leur porte-parole aux Lords sur l'aviation civile et la consommation.